# Chimarra bacillorum
Chimarra bacillorum är en nattsländeart som beskrevs av Wolfram Mey 1990. Chimarra bacillorum ingår i släktet Chimarra och familjen stengömmenattsländor. Inga underarter finns listade i Catalogue of Life.